# Spathomeles anaglyptus
Spathomeles anaglyptus es una especie de coleóptero de la familia Endomychidae. La especie fue descrita científicamente por Henry Stephen Gorham en 1873.

## Subespecies
- Spathomeles anaglyptus anaglyptus Gerstäcker, 1857
- Spathomeles anaglyptus insuspectus Gorham, 1873

## Distribución geográfica
Habita en Sumatra, Java y Penang. La subespecie Spathomeles anaglyptus insuspectus habita en Sarawak (Malasia).